# 北条九代名家功

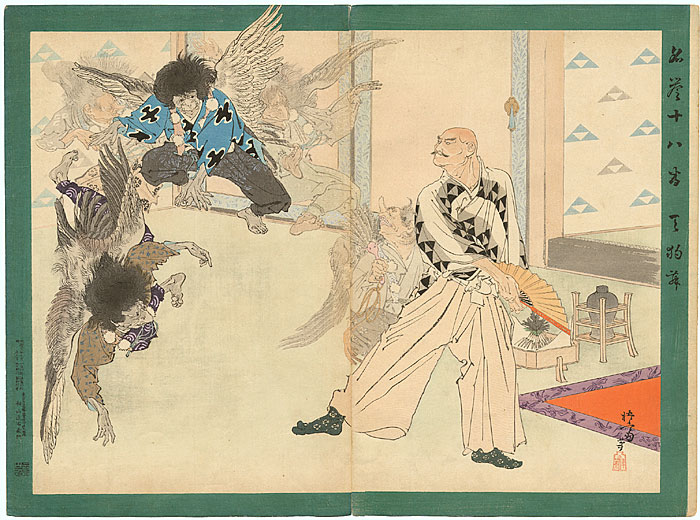
北条高時と天狗（右田年英画）

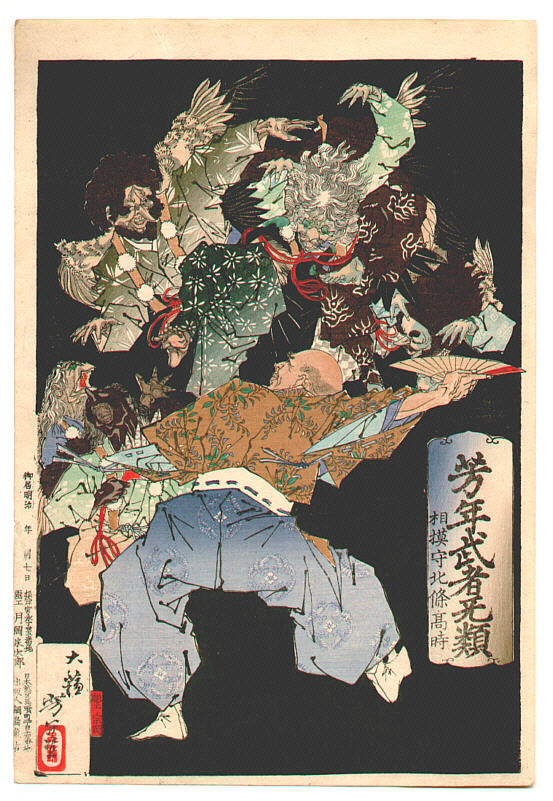
北条高時と天狗（月岡芳年画）

『北条九代名家功』（ほうじょうくだい めいかの いさおし）は、歌舞伎狂言の演目。全三幕。一幕目の通称『高時』（たかとき）で知られる。作者は河竹黙阿弥。1884年（明治17年）11月東京猿若座で初演。時代物。新歌舞伎十八番の一つ。

## 概説とあらすじ
『太平記』の世界に取材、上・中・下の全三幕の構成からなる。第一幕（上の巻）の北条高時の件が好評だったので、現在ではもっぱらこの幕のみ上演される。旧来の歌舞伎の近代化を図る知識人のグループ「求古会」の要請により、演劇改良運動の一環として書かれた。当時盛んに作られた写実的な時代物、いわゆる「活歴物」の代表作である。
執権北条高時は酒色と闘犬や田楽舞に興じ堕落した日々を送っている。折しも浪人の安達三郎が自らの母を襲った高時の愛犬を打ち殺したと聞き激怒。安達を殺せと命じるが、家臣の大仏陸奥守や秋田城之介入道らに「今日は先祖北条義時公の御命日なので無益な殺生はお止しくだされ」と諌められしぶしぶ助命する。
高時が愛人衣笠と飲みなおしをしていると妖雲がたなびき突風が吹く。周りの者がみんな逃げて一人残った高時の前に数名の田楽法師が現れる。これこそ高時を嬲りにきた烏天狗だった。そうとも知らぬ高時は田楽舞を御教授下されと一緒に踊りだす。「天王寺の猩猩星を見ずや」という不吉な歌が歌われる。
天狗たちに弄ばれ散々な目にあった高時は気絶するが、変事を聞いて駆け付けた大仏・秋田らによって介抱され、自分がだまされたと気づく。すると天空より天狗の嘲笑。怒った高時は薙刀を手に空を睨みつけるのだった。

## その他
多くの活歴物が断絶している中で、この『高時』のみが現代にも生き長らえているのは、昔も今も変わらぬ権力者の愚かさという主題、単純明快な筋と天狗舞の面白さ、「北条九代綿綿たる」などの名科白などが観客に受けるからである。團十郎は高時にはかなりの自信をもっており、1887年（明治20年）4月、明治天皇の御前で行われたいわゆる天覧歌舞伎でも演じられ、天皇から「天狗舞は特に面白し。」と言葉を賜ったほどであった。
幕明きに高時が横を向いて座っているというのは、初演時の九代目市川團十郎の工夫によるもので、当時としては斬新な演出だった。その高時は幕切れで薙刀を手に空を睨みつけるが、これも権力者の愚かさを諷したもので、批評家の小山内薫は「睨んでも始まらない天を睨むのがいかにも高時らしい」とこれを評している。
團十郎はもう一人の主人公新田義貞にも力を入れ、学者に義貞の甲冑を研究させて復元したり、稲村ヶ崎での太刀流しの絵を描かせて贔屓に配布しているが、いざ舞台でこれをつとめてみると全く不評だった。
初演時は天狗舞以外は不評で、仮名垣魯文が風刺した漫画（河鍋暁斎筆）を『歌舞伎新報』に掲載させて批判し問題となった。その一件を岡本綺堂は著書『明治劇談・ランプの下にて』に次のように記している。
…それは高時の天狗舞の圖で、一見しては別に仔細もないやうであるが、高時が團十郞の似顏にかゝれてあるは勿論、それをひき廻してゐる天狗どもが、すべて求古會員に擬えてあるといふのであつた。天狗の數も會員と同數で、かの繪探しと同じやうに、その天狗の顏と翼をたどつていくと、會員の苗字がことごとく平假名で現れるといふことを誰かが發見した。つまり團十郞が求古會員に翻弄されてゐるといふ」諷刺であるといふので、本人の團十郞がまづ怒つた。求古會員もこれは怪しからんと言ひ出した。詮議の結果、それは狂言作者の一人で『歌舞伎新報』の編輯者たる久保田彥作の仕業に相違ないと決められて、久保田氏が批判の矢面に立つことになつた。…同氏から鹿爪らしい謝罪狀を呈出して事濟みになつたさうである。

## 初演時配役
- 北条高時・新田義貞 - 九代目市川團十郎
- 愛妾衣笠 - 成駒屋四代目中村福助
- 大仏陸奥守 - 二代目市川権十郎